# Johannes Müller (Politiker, 1905)
Johannes Müller (* 5. August 1905 in Schaffhausen (Saar), Rheinprovinz; † 15. Mai 1992 in Berlin) war ein deutscher Gewerkschafter und Politiker (CDU).

## Leben und Beruf
Nach dem Besuch der Volksschule absolvierte Müller eine Ausbildung zum Elektroinstallateur, die er mit der Gesellenprüfung abschloss. Er bestand die Prüfung als Elektromeister und war von 1925 bis 1938 in verschiedenen Betrieben als Elektrotechniker, Ankerwickler, Betriebselektriker und Monteur tätig. Von 1938 bis 1947 arbeitete er als Monteur und Bauleiter bei den Siemens-Schuckertwerken in Berlin.
Müller, der bereits von 1920 bis 1933 in der christlichen und liberalen Gewerkschaftsbewegung aktiv war, beteiligte sich nach dem Zweiten Weltkrieg an der Gründung von Gewerkschaften in Berlin. Er wurde 1948 zunächst Gewerkschaftssekretär der Gewerkschaft der Techniker und Werkmeister und war von 1950 bis 1961 Gewerkschaftssekretär der Berliner DAG. 1948/49 war er zudem Vorstandsmitglied der Unabhängigen Gewerkschaftsopposition (UGO). Später absolvierte er ein Abend- und Fernstudium an der Deutschen Hochschule für Politik in Berlin.

## Partei
Müller trat 1945 in die CDU ein und zählte zu den Gründern der CDU-Ortsgruppe in Berlin-Weißensee. Er war von 1953 bis 1965 Mitglied des Landesvorstandes der CDU Berlin, von 1959 bis 1965 als stellvertretender Landesvorsitzender. Von 1947 bis 1959 fungierte er als Gewerkschafts- und Sozialreferent bzw. als Beauftragter für Sozialpolitik bei den Berliner Christdemokraten.

## Abgeordneter
Müller war von 1946 bis 1948 Bezirksverordneter im Bezirk Weißensee und von 1950 bis 1961 Mitglied des Berliner Abgeordnetenhauses. Als West-Berliner Abgeordneter gehörte er dem Deutschen Bundestag von 1961 bis 1980 an. Hier war er Mitglied des Ausschusses für Arbeit und Sozialordnung sowie des Ausschusses für Bildung und Wissenschaft.

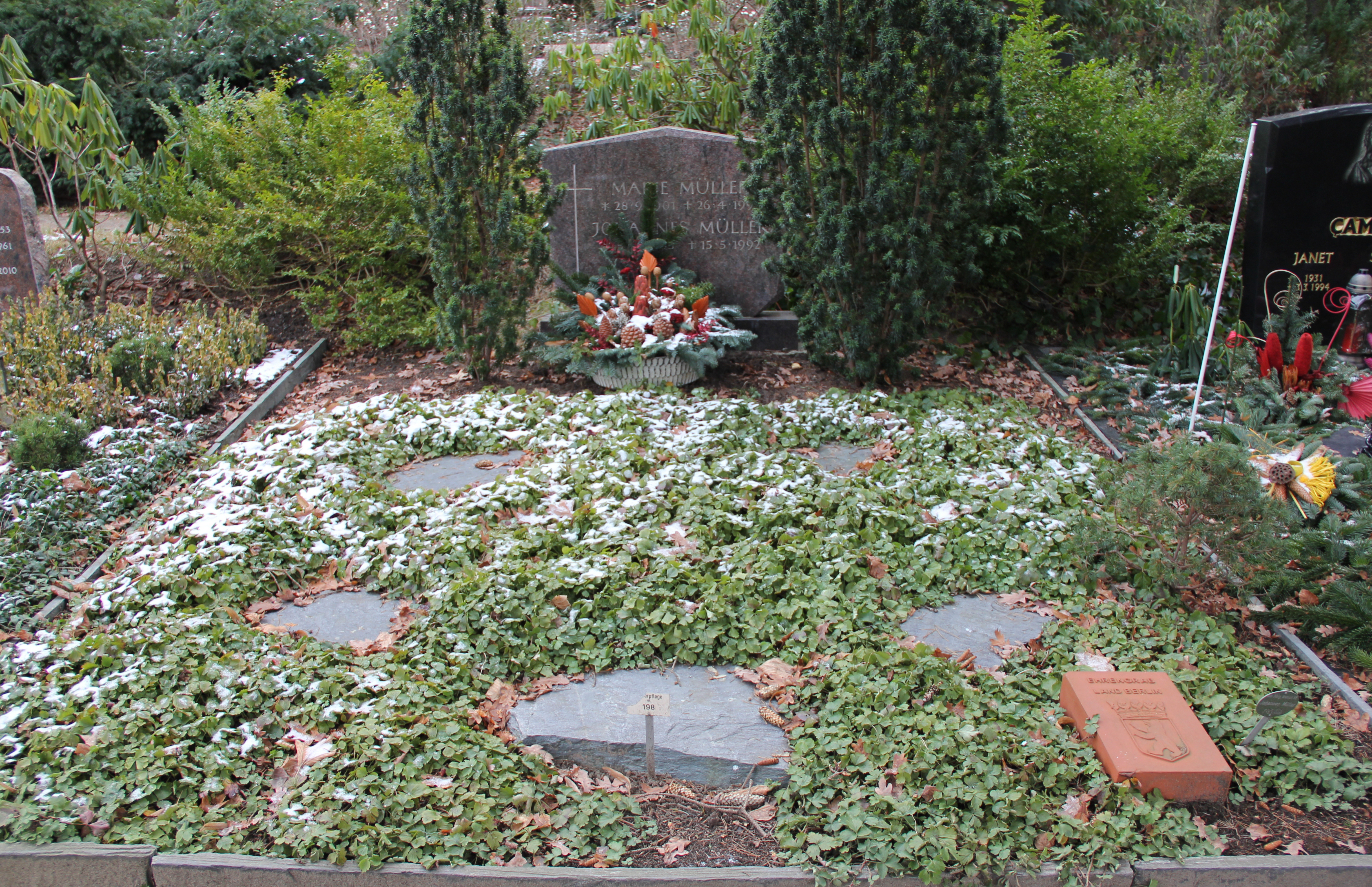
Ehrengrab auf dem Friedhof der St.-Matthias-Gemeinde (Berlin-Tempelhof)

## Ehrungen
- Bundesverdienstkreuz am Bande, 1968
- Großes Bundesverdienstkreuz, 1973
- Großes Bundesverdienstkreuz mit Stern, 1981
- Stadtältester von Berlin, 1986
- Sein Grab war bis zum Jahr 2012 als Ehrengrab der Stadt Berlin ausgewiesen.